# Biophytum turianiense
Biophytum turianiense är en harsyreväxtart som beskrevs av Kabuye. Biophytum turianiense ingår i släktet Biophytum och familjen harsyreväxter. Inga underarter finns listade i Catalogue of Life.